# Шестопалов, Николай Анисимович
Николай Анисимович Шестопалов (19 декабря 1909, Ромны, Сумская область — 2 июля 1984) — один из руководителей партизанского движения в Минской области .

## Биография
Родился 19 декабря 1909 года в городе Ромны Сумской области. С 1927 года работал подсобным рабочим. Член КПСС с 1931 года.
С 1931 года — в Советской Армии, в 17-м Краснознамённом пограничном отряде НКВД в Минской области. В 1938 году его переводят служить в 13-й погранотряд НКВД. Но военная служба, не служба на одном месте, в 1940 году продолжил службу в 85-м погранотряде НКВД.
В Великую Отечественную войну вступил в должности начальника штаба 88-й комендатуры Шепетовского погранотряда. В партизанах с марта 1942 года: командир группы, отряда, в декабре 1942 — мае 1943 года и сентябре 1943 — июле 1944 года — 27-й партизанской бригады имени В. Я. Чапаева, в мае — августе 1943 года командовал партизанским отрядом Слуцкой зоны, одновременно был членом подпольного межрайонного комитета КП(б)Б.
В 1944—1971 годах работал на советской и административно-хозяйственной работе.
Постановлением Госсовета ПНР от 17.01.1964 за номером 0/27 был удостоен Серебряного Креста Virtuti Militari.
Умер в 1984 году.